# Deurnebrug
De Brug van den Azijn of Deurnebrug is een boogbrug in de Antwerpse districten Merksem en Deurne over het Albertkanaal en over spoorlijn 220 (Y Noorderlaan - Merksem) ten noorden van het kanaal.

## Geschiedenis
In de 19de eeuw lag er op deze plaats al een draaibrug over de Kempische Vaart. In 1935, bij de aanleg van het Albertkanaal, werd een nieuwe brug gebouwd. In 1940 werd deze brug door het Belgisch leger vernield. Na de oorlog werd de brug herbouwd.

### Liggerbrug (1958-2018)
De liggerbrug had drie overspanningen: twee zij-overspanningen van 22,3 m elk en een middenoverspanning over het kanaal van 44 m.

## Verschillende namen
De Deurnebrug werd in de volksmond ook wel Brug van den Azijn genoemd. "Den Azijn" was de afgebrande oude azijnfabriek De Blauwe Hand van fabrikant en azijnbrouwer C. Bosiers, reeds opgericht in 1760, en in 1966 gefusioneerd met Devos Lemmens. De Blauwe Hand mocht in de 19de eeuw ook tol heffen op de draaibrug over de Kempische Vaart.
Soms werd ook de naam Deurne-Balbrug of de Brug van Deurne-Bal gebruikt. Dit verwijst naar de jeneverstokerij "Bal" die jarenlang aan de overzijde van de brug stond.
In de communicatie van de Beheersmaatschappij Antwerpen Mobiel werd ook de naam Burgemeester Eduard Waghemansbrug gebruikt, hoewel deze naam reeds gegeven werd aan de brug over de A1/E19 tussen Merksem en Ekeren (Sint-Lucas).
In 2008 opperde raadslid Jef Wouters om de brug te vernoemen naar oud-burgemeester Leon Cornette van Merksem, net zoals een aantal andere bruggen al vernoemd werden naar oud-burgemeesters van Merksem: Gabriël Theunisbrug, Jozef Masurebrug en Eduard Waghemansbrug. Er diende nog wel advies gevraagd aan het district Deurne. Op 19 juni 2009 besliste het College van Merksem dat deze brug officieel de naam zou krijgen van: "Brug Van Den Azijn". Dit besluit werd bekrachtigd door de districtsraad op 21 september 2009 (bron: Straatnamenboek Merksem, uitgave stad Antwerpen wet depotnummer D/2013/0306/151).

## Masterplan
In het kader van het Masterplan Mobiliteit Antwerpen worden aan de bruggen tussen de Haven van Antwerpen en de aansluiting met het Kanaal Dessel-Turnhout-Schoten nieuwe functies gegeven. Zo zal het vrachtverkeer worden geconcentreerd op de Deurnebrug. De Deurnebrug zal samen met de Hoogmolenbrug en de nieuw te bouwen Kruiningenbrug in Schoten worden aangepakt in het tweede deel van de omvorming van het Albertkanaal, die zal lopen tussen 2014 en 2016.
De brug werd afgebroken en er werd een nieuwe hogere boogbrug gebouwd, zodat op het Albertkanaal een vrije doorvaarthoogte van 9,10 meter en een doorvaartbreedte van 63 meter ontstaat. Hierdoor kunnen grotere schepen onder de bruggen doorvaren. Ten oosten van de Deurnebrug stond een leidingenbrug. Nadat de leidingen ondergronds werden gebracht is deze leidingenbrug afgebroken.
De nieuwe brug werd op 2 april 2018 geopend. 